# Universidade Estadual do Maranhão
Universidade Estadual do Maranhão (UEMA) é a primeira universidade estadual do Maranhão, tendo sido fundada em 1981. Em setembro de 2016, parte dela foi desmembrada para a criação da Universidade Estadual da Região Tocantina do Maranhão (UEMASUL). Com mais de 20 mil alunos, a instituição conta com 20 campi.

## História
A Federação das Escolas Superiores do Maranhão (FESM) foi criada pela Lei 3.260 de 22 de agosto de 1972, para coordenar e integrar os estabelecimentos isolados do sistema educacional superior do Maranhão. Constituída inicialmente por quatro unidades de ensino superior: Escola de Administração, Escola de Engenharia, Escola de Agronomia e faculdade de Caxias, a FESM incorporou, em 1975, a Escola de Medicina Veterinária e em 1979, a Faculdade de Educação de Imperatriz.
A FESM foi transformada em Universidade Estadual do Maranhão através da Lei nº 4.400 de 30 de dezembro de 1981 e teve seu funcionamento autorizado pelo Decreto Federal nº 94.143 de 25 de março de 1987.

Reorganizada conforme Leis nº 5.921, de 15 de março de 1994 e 5.931, de 22 de abril de 1994, alterada pela Lei nº 6.663, de 4 de junho de 1996, é uma Autarquia de regime especial, pessoa jurídica de direito público, inscrita no Ministério da Fazenda sob o CGC nº 06.352.421/0001-68.

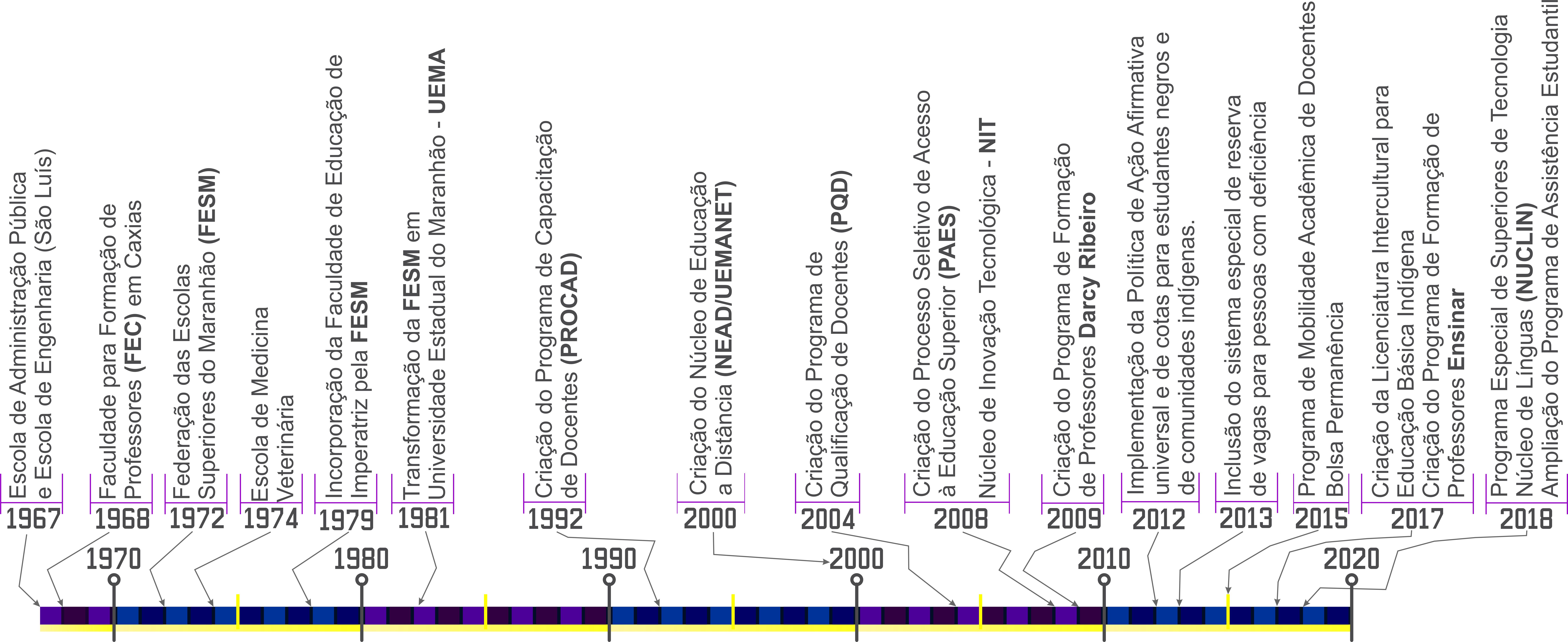

Em 27 de agosto de 2015 o campus de São Bento foi beneficiado com obras onde serão investidos mais de 9 milhões de reais para a construção de salas de aula, auditório, alojamento e reformas estruturais. Serão implantados cursos de graduação, na modalidade presencial, em ciências agrárias, criando 500 novas vagas para os alunos no primeiro ano.
A UEMA é atualmente, vinculada à Gerência de Estado da Ciência, Tecnologia, Ensino Superior e Desenvolvimento Tecnológico - GECTEC e goza de autonomia didático-científica, administrativa, disciplinar e de gestão financeira e patrimonial, de acordo com o que preceitua o art 272 da Constituição do Estado do Maranhão.

## Estrutura

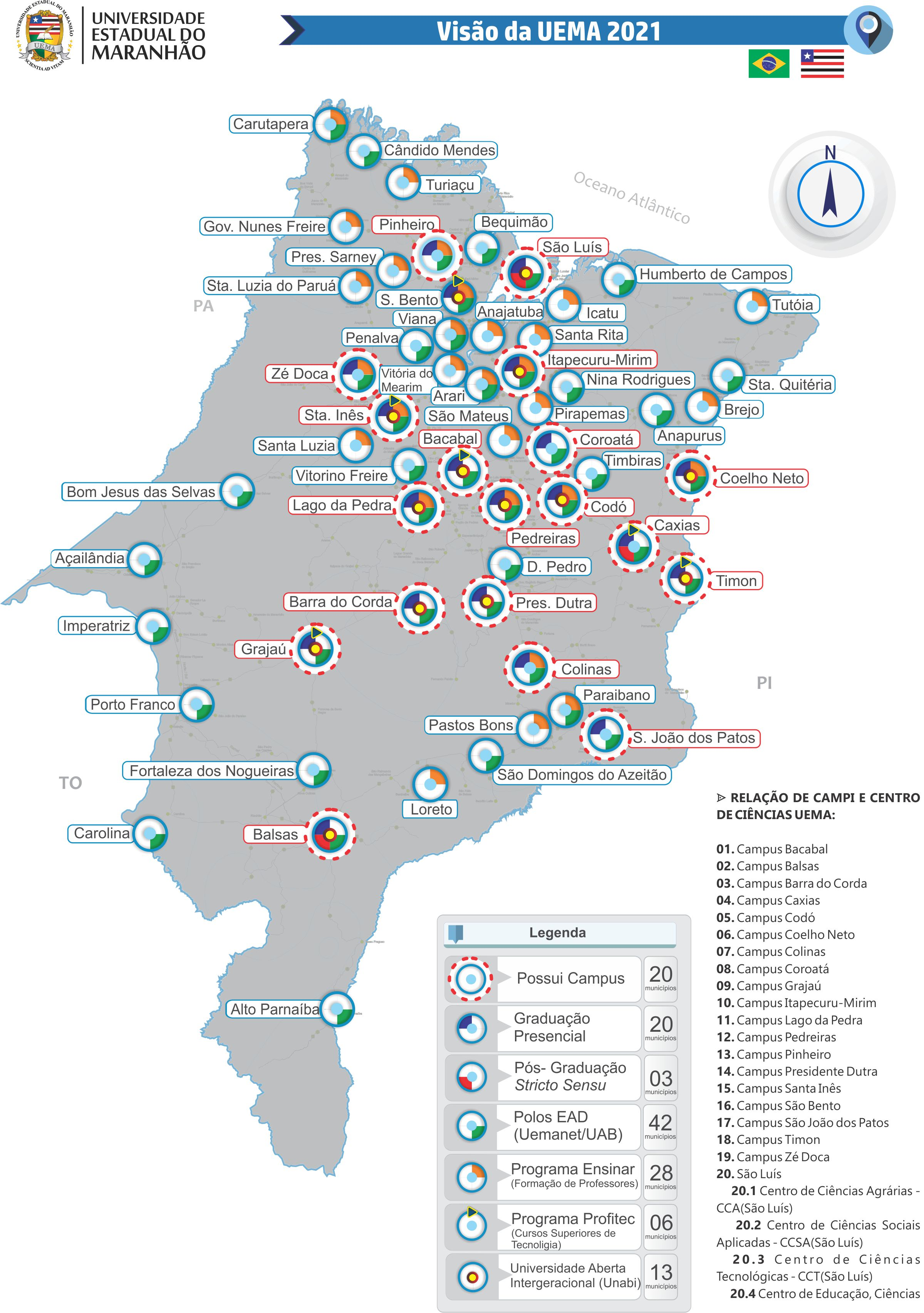

A instituição conta hoje com 20 campi. São eles:
- 01. Campus Bacabal
- 02. Campus Balsas
- 03. Campus Barra do Corda
- 04. Campus Caxias
- 05. Campus Codó
- 06. Campus Coelho Neto
- 07. Campus Colinas
- 08. Campus Coroatá
- 09. Campus Grajaú
- 10. Campus Itapecuru-Mirim
- 11. Campus Lago da Pedra
- 12. Campus Pedreiras
- 13. Campus Pinheiro
- 14. Campus Presidente Dutra
- 15. Campus Santa Inês
- 16. Campus São Bento
- 17. Campus São João dos Patos
- 18. Campus Timon
- 19. Campus Zé Doca
- 20. São Luís  (20.1 Centro de Ciências Agrárias - CCA, 20.2 Centro de Ciências Sociais Aplicadas - CCSA, 20.3 Centro de Ciências Tecnológicas - CCT, 20.4 Centro de Educação, Ciências Exatas e Naturais - CECEN)

### Órgãos
Entre os órgãos suplementares da UEMA estão:
- a) Superintendência de Concursos e Seletivos;
- b) Superintendência de Gestão Ambiental;
- c) Superintendência de Relações Internacionais;
- d) Biblioteca Central;
- e) Editora UEMA;
- f) Restaurante Universitário;
- g) Fazendas-Escola;
- h) Hospital Veterinário;
- i) Núcleo de Acessibilidade;
- j) Núcleo de Esporte e Lazer;
- k) Núcleo de Tecnologias para Educação;
- l) Núcleo de Geoprocessamento;
- m) Agência de Inovação e Empreendedorismo.

### Hospital veterinário
O Hospital Veterinário Universitário “Francisco  Edilberto Uchoa Lopes” da UEMA São Luís presta atendimentos clínicos e cirúrgicos em pequenos, médios e grandes animais. O HVU/UEMA colabora com os Departamentos do Curso de Medicina Veterinária, atendendo aos programas de graduação, pós-graduação e pesquisa, propiciando treinamentos mediante supervisão de docentes e prestar serviços à comunidade. Para o atendimento, o hospital cobra taxas com valores mais acessíveis que os de clinicas particulares, para a manutenção dos seus materiais hospitalares e da medicação. Também há projetos voltados para atendimento gratuito aos animais das pessoas em situação de vulnerabilidade econômica.

## Ingresso
O ingresso à UEMA e à UEMASUL é feito através de um exame vestibular e o Processo Seletivo de Acesso à Educação Superior (PAES).
No ano de 2018, fora ofertadas 3.879 vagas, distribuídas em todos os campi da Universidade, além de outras 565 vagas para a UEMASUL. As provas seriam realizadas em duas etapas. Na primeira etapa, são sessenta questões objetivas de múltipla escolha, por área de conhecimento, abrangendo os conteúdos programáticos dos componentes curriculares que integram o ensino médio. Na segunda etapa , são doze questões analítico-discursivas, abrangendo conteúdos programáticos de 2 (dois) componentes curriculares que integram o ensino médio, específicos por curso, além de prova de produção textual.
Há também a reserva 10% das vagas para candidatos negros ou de comunidades indígenas que estudaram todo o ensino médio em escolas públicas, além de 5% de vagas para pessoas com deficiência. Para candidatos negros, há uma reserva de 20% (vinte por cento) das vagas dos cursos de CFO (PMMA e CBMMA).
Para os cursos de graduação em arquitetura e música, um exame específico também é necessário. 
Para o curso de Segurança Pública/CFO (Curso de Formação de Oficiais) da PMMA, são feitas as fases de: prova do PAES; avaliação documental e de requisitos; exame médico-odontológico; exame de aptidão física; avaliação psicológica; investigação social e funcional; além do curso de formação (UEMA/PMMA). Para o curso de Segurança Pública/CFO (Curso de Formação de Oficiais) do CBMMA são feitas as fases de: prova do PAES;  exames Médicos, biométricos e odontológicos; teste de aptidão física; exames Psicotécnicos; avaliação documental; curso de formação.
Os Cursos de Formação de Oficiais graduam bacharéis em Segurança Pública e foram implementados em 1993, promovendo a formação técnico-profissional de oficiais da Policia Militar e do Corpo de Bombeiros, conforme os princípios básicos humanísticos, nos direitos humanos e cidadania.

## Ensino
No ano de 2017, a UEMA possuía 118 cursos de graduação e 19 cursos de pós-graduação (4 de especialização, 13 de mestrado e 2 de doutorado). Tinha, em seu quadro de pessoal 800 docentes e 586 servidores.

### Ensino à Distância (EAD)
O Núcleo de Tecnologias para Educação da Uema (UemaNet) é responsável pela coordenação da modalidade de Educação a Distância, além de outras ações educacionais que necessitem da utilização de recursos tecnológicos, atuando nas diversas áreas do conhecimento, em nível técnico no âmbito da educação profissional, superior (graduação e pós-graduação) e formação continuada. Está subordinado diretamente à Reitoria da Uema, tendo sido criado pela Resolução 239/2000 do Conselho Universitário (Consun).
A instituição também possui polos de Educação a Distância (EAD) implantados e coordenados pelo Núcleo de Tecnologias para a Educação - UEMANET e Universidade Aberta do Brasil - UAB em 40 municípios, tendo atuação nos níveis técnicos, graduação e especialização.

### Cursos técnicos EAD
Os cursos técnicos EAD, coordenados pelo Núcleo de Tecnologias para a Educação - UEMANET, atualmente são: Alimentos, Contabilidade, Controle Ambiental, Edificações, Guia de Turismo, Informática, Logística, Manutenção Automotiva, Meteorologia, Meio Ambiente, Mineração, Programação de Jogos Digitais, Redes de Computadores, Segurança do Trabalho, Serviços Públicos, Planejamento e Gestão de TI.

### Graduação EAD
Bacharelado em Administração Pública, Licenciatura em Filosofia, Formação Pedagógica de Docentes - Licenciatura, Programa Especial de Formação Pedagógica de Docentes - Licenciatura, Licenciatura Em Física, Licenciatura Em Geografia, Licenciatura em Música, Superior de Tecnologia Em Gestão Comercial, Pedagogia Licenciatura, Superior de Tecnologia Em Alimentos, Superior de Tecnologia em Segurança do Trabalho.

### Pós-Graduação (Lato Sensu) EAD
Especializações em: Educação do Campo, Enfermagem Obstétrica, Ensino da Genética, Ensino de Ciências - Anos Finais do Ensino Fundamental, Gestão Educacional e Escolar, Educação Especial / Educação Inclusiva, Gestão em Saúde, Gestão Pública, Gestão Pública Municipal, Gestão do Sistema Prisional, Literatura e Ensino, Psicologia da Educação, Cultura Digital e Competência Tecnológica.